# 石原深海鰩
石原深海鰩（學名：Bathyraja ishiharai），為軟骨魚綱鰩目單鰭鰩科深海鰩屬的一種，分布於東印度洋澳洲塔斯馬尼亞海域，深度可達2300公尺，體長可達123公分，棲息在深海沙泥底質海域，為底棲性魚類，卵生，雌魚會產下帶有角的卵囊，屬肉食性，生活習性不明。